# María León Barrios
María León Barrios (Sevilla, 30 de juliol de 1984) és una actriu espanyola. És la germana de l'actor i director Paco León, i filla de la també actriu Carmina Barrios.
Formada a l'Escola La Platea de Madrid i amb Ana Rodríguez Costa a Barcelona, el seu primer paper protagonista el va aconseguir a la sèrie de televisió SMS. D'es d'aleshores, ha participat en altres sèries com Cuenta atrás, Maitena: Estados alterados, La tira, o Con el culo al aire, actuant com a protagonista o en papers més secundaris, així com a les pel·lícules Una bala para el rey o Fuga de cerebros.
El 2011 va rebre la Conquilla de Plata del Festival Internacional de Cinema de Sant Sebastià i el Goya a la millor actriu revelació pel seu primer paper protagonista en una pel·lícula, La voz dormida, de Benito Zambrano. premi que va dedicar a Pepita Patiño Páez, un dels personatges protagonistes en els quals es va inspirar Dulce Chacón per crear la trama de la seva novel·la.
L'any 2012 va compartir el paper principal amb la seva mare a l'obra Carmina o revienta, dirigida pel seu germà. Va tornar a ser la protagonista amb la seva mare a Carmina y amén, continuació de l'anterior i estrenada el 2014.